# オーストリア・シリング
オーストリア・シリング（ドイツ語：Österreichischer Schilling）は、1924年から1938年までと、1945年から1999年まで（貨幣として流通していたのは2002年まで）使用されていたオーストリアの通貨。2002年からはユーロが導入され、1ユーロ = 13.7603シリングで置き換えられた。また1シリングの100分の1を表す補助単位としてグロッシェン (Groschen) があった。

## 歴史

### 旧シリング
シリングは1924年12月20日のシリング法 (Schillingrechnungsgesetz) によって規定され、1シリング = 10,000オーストリア＝ハンガリー・クローネとし、1925年3月1日から発行された。その後シリングは1938年のアンシュルスで廃止され、その際に1ライヒスマルク = 1.5シリングの比率で交換された。

### 新シリング
第二次世界大戦が終結したあとの1945年11月30日に連合軍によってシリングが再導入された。このとき連合国軍は50グロッシェンから1000シリングまでの額面の紙幣を1944年付けで独自に発行し、1人あたり150シリングを上限として1ライヒスマルク = 1シリングの比率で交換が実施された。その後オーストリア国立銀行においても1945年にシリング紙幣の発行を開始し、翌年には硬貨の流通が始まった。
新「シリング」法が1947年11月に制定されたことにより、新しい紙幣が発行された。旧紙幣は150シリングまでは等価で新紙幣と交換され、150シリングを超える部分については1新シリング = 3旧シリングで交換された。この通貨改革では硬貨については影響がなかった。1950年代になると、1USドル = 26シリングで固定されて、通貨が安定するようになった。1971年にブレトン・ウッズ体制が崩壊するとシリングは複数の通貨によるバスケットと固定されたのちに、1976年7月からはドイツマルクに連動するようになった。
1999年にユーロがオーストリアの法定通貨となったが、実際にユーロの硬貨や紙幣が流通されるようになったのは2002年のことであった。シリングの文字が刻まれた硬貨や紙幣はその年の2月28日までに回収され、市中に出回らなくなった。1945年以降に発行されたシリング紙幣・硬貨はオーストリア国立銀行の本支店において無期限にユーロとの交換が可能となっている。

## 硬貨

### 旧シリング
1925年、1, 2グロッシェン青銅貨、10グロッシェン白銅貨、50グロッシェン・1シリング銀貨が発行され、1931年には5グロッシェン白銅貨も流通された。1934年、50グロッシェン・1シリング白銅貨と5シリング銀貨が導入された。これらの硬貨は1938年まで発行された。

### 新シリング
1947年から1952年にかけて、1, 2, 5, 10, 20, 50グロッシェンと1, 2, 5シリングのそれぞれの硬貨が発行された。1, 2, 50グロッシェンと1, 2, 5シリング硬貨はアルミニウムで鋳造されており、その後2代目の10グロッシェン硬貨もアルミニウムで作られるようになった。5グロッシェンと初代10グロッシェン硬貨は亜鉛で、20グロッシェン硬貨はアルミニウム青銅で鋳造された。1グロッシェン硬貨は1947年にのみ鋳造され、また20グロッシェン硬貨と2シリング硬貨はそれぞれ1954年と1952年に製造が中止された。1957年には10シリング銀貨が作られるようになり、1959年には50グロッシェン硬貨と1シリング硬貨がアルミニウム青銅で、1960年には5シリング銀貨が製造されるようになった。このため5シリングはアルミニウム製から銀製となり、この原料変更は1950年代のオーストリア経済の持続的成長によって可能となったきわめて珍しい事例である。ただその後5シリングと10シリングはそれぞれ1969年と1974年に銀貨から白銅貨になっている。また1980年には20シリングがアルミニウム青銅で鋳造されるようになった。
ユーロに切り替えられた時点で流通していた硬貨には以下のものがある。このころには、10グロッシェン未満の硬貨は流通していてもあまり見かけられなかった。
| 最後期に流通していた硬貨 | 最後期に流通していた硬貨 | 最後期に流通していた硬貨 | 最後期に流通していた硬貨 | 最後期に流通していた硬貨 | 最後期に流通していた硬貨                                    | 最後期に流通していた硬貨 | 最後期に流通していた硬貨         | 最後期に流通していた硬貨   | 最後期に流通していた硬貨 | 最後期に流通していた硬貨 |
| 画像 | 額面                     | €換算                    | 数値                     | 数値                     | 数値                                                        | 外見                     | 外見                             | 外見                       | 日付                     | 日付                     |
| 画像 | 額面                     | €換算                    | 直径                     | 質量                     | 配合                                                        | 縁刻                     | 表面                             | 裏面                       | 鋳造開始                 | 発行開始                 |
| --- | ------------------------ | ------------------------ | ------------------------ | ------------------------ | ----------------------------------------------------------- | ------------------------ | -------------------------------- | -------------------------- | ------------------------ | ------------------------ |
| 1グロッシェン · 1グロッシェン | 1 グロッシェン           | 0.07 セント              | 17 mm                    | 1.8 g                    | 100% 亜鉛                                                   | なし                     | 国号、国章                       | 額面、鋳造年               | 1947年                   | 1948年4月5日             |
| | 2 グロッシェン           | 0.15 セント              | 18 mm                    | 0.9 g                    | 98.5% アルミニウム 1.5% マグネシウム                        | なし                     | 国章                             | 国号、額面、鋳造年         | 1950年                   | 1950年7月15日            |
| 5グロッシェン · 5グロッシェン | 5 グロッシェン           | 0.36 グロッシェン        | 19 mm                    | 2.5 g                    | 100% 亜鉛                                                   | 切り欠き状               | 国号、国章                       | 額面、鋳造年               | 1948年                   | 1948年6月17日            |
| | 10 グロッシェン          | 0.73 セント              | 20 mm                    | 1.1 g                    | 98.5% アルミニウム 1.5% マグネシウム                        | なし                     | 国章                             | 額面、鋳造年               | 1951年                   | 1951年11月27日           |
| | 50 グロッシェン          | 3.63 セント              | 19.5 mm                  | 3 g                      | 91.5% 銅 8.5% アルミニウム                                  | 鋸歯状                   | 盾、国号                         | 額面、鋳造年               | 1959年                   | 1959年10月1日            |
| | S 1                      | 7.27 セント              | 22.5 mm                  | 4.2 g                    | 91.5% 銅 8.5% アルミニウム                                  | なし                     | 国号、額面、鋳造年               | エーデルヴァイスの花、額面 | 1959年                   | 1959年9月1日             |
| | S 5                      | 36.34 セント             | 23.5 mm                  | 4.8 g                    | 白銅1 75% 銅 25% ニッケル                                   | なし                     | 国号、騎手                       | 盾、額面、鋳造年           | 1968年                   | 1969年1月15日            |
| | S 10                     | 72.67 セント             | 26 mm                    | 6.2 g                    | 白銅1 75% 銅 25% ニッケル                                   | 鋸歯状                   | 国号、国章                       | 女性、額面、鋳造年         | 1974年                   | 1974年4月17日            |
| | S 20                     | 1.45                     | 27.7 mm                  | 8 g                      | アルミニウム青銅 92% 銅 6% アルミニウム 2% ニッケル         | 19個の斑点 / なし 2      | 国号、国章                       | 額面、鋳造年               | 1980年                   | 190年12月10日            |
| | S 20                     | 1.45                     | 27.7 mm                  | 8 g                      | アルミニウム青銅 92% 銅 6% アルミニウム 2% ニッケル         | 19個の斑点 / なし 2      | 国号、額面、鋳造年               | （記念事案について）       | 1982年                   | （不定期）               |
| | S 50                     | 3.63                     | 26.5 mm 中心円：18.5 mm  | 8.15 g                   | 外縁：アルミニウム青銅（S 20と同様） 中心部：マグニマート73 | なし                     | 連邦州の紋章に囲まれた国号と額面 | （記念事案について）       | 1996年                   |                          |
| 1. 10シリングの中心部はニッケルとなっている。 2. 1992年まで19個の斑点が刻印されていた。1993年に従来のすべての20シリングが刻印のないものに加工された。 3. ニッケルの両側を白銅合金で挟んだ三層の素材。 |                          |                          |                          |                          |                                                             |                          |                                  |                            |                          |                          |

## 紙幣

### 旧シリング
1925年、オーストリア国立銀行は5, 10, 20, 100, 1000シリング紙幣を印刷した（最初の版のシリング紙幣には複数形の "Schillinge" と印刷された）。また1929年に50シリング紙幣も印刷された。

### 新シリング
1945年、連合国は50グロッシェンと1, 2, 5, 10, 20, 25, 50, 100, 1000シリング紙幣を1944年付けで発行し、また国立銀行も1945年に5, 10, 20, 50, 100, 1000シリング紙幣を発行した。1947年に通貨改革が実施されたことにより、10, 20, 100, 1000シリング新紙幣が発行され、また1951年には50シリング紙幣が、1953年には500シリング紙幣が再び印刷されるようになった。1957年、10シリング紙幣が同額面の硬貨に置き換えられた。その一方で1980年からは20シリング硬貨が鋳造されるようになったものの、20シリング紙幣も引き続き発行されていた。また1988年には5000シリング紙幣が製造されるようになった。
| 1983年版 | 1983年版 | 1983年版 | 1983年版 | 1983年版      | 1983年版                                 | 1983年版                                                                | 1983年版      | 1983年版       |      |
| 表面     | 裏面     | 額面     | €換算    | 寸法          | 記載事項                                 | 記載事項                                                                | 日付          | 日付           | 日付 |
| 表面     | 裏面     | 額面     | €換算    | 寸法          | 表面                                     | 裏面                                                                    | 印刷開始      | 流通開始       |      |
| -------- | -------- | -------- | -------- | ------------- | ---------------------------------------- | ----------------------------------------------------------------------- | ------------- | -------------- | ---- |
|          |          | S 20     | 1.45     | 123 × 61.5 mm | モリッツ・ダフィンガー                   | アルベルティーナ美術館                                                  | 1986年10月1日 | 1988年10月19日 |      |
|          |          | S 50     | 3.63     | 130 × 65 mm   | ジークムント・フロイト                   | ヨゼフィーヌム （ウィーン・アルザーグルント）                           | 1986年1月2日  | 1987年10月19日 |      |
|          |          | S 100    | 7.27     | 137 × 68.5 mm | オイゲン・フォン・ベーム＝バヴェルク     | オーストリア科学アカデミー                                              | 1984年1月2日  | 1985年10月14日 |      |
|          |          | S 500    | 36.34    | 144 × 72 mm   | オットー・ワーグナー                     | ウィーン郵便貯金局                                                      | 1985年7月1日  | 1986年         |      |
|          |          | S 1000   | 72.67    | 152 × 76 mm   | エルヴィン・シュレーディンガー           | ウィーン大学                                                            | 1983年1月3日  | 1983年         |      |
|          |          | S 5000   | 363.36   | 160 × 78 mm   | ヴォルフガング・アマデウス・モーツァルト | ウィーン国立歌劇場                                                      | 1988年1月4日  | 1989年10月17日 |      |
| 1997年版 |          |          |          |               |                                          |                                                                         |               |                |      |
| 表面     | 裏面     | 額面     | €換算    | 寸法          | 記載事項                                 | 記載事項                                                                | 日付          | 日付           | 日付 |
| 表面     | 裏面     | 額面     | €換算    | 寸法          | 表面                                     | 裏面                                                                    | 印刷開始      | 流通開始       |      |
|          |          | S 500    | 36.34    | 147 × 72 mm   | ローザ・マイレーダー                     | オーストリア婦人協会の会合での集合写真                                  | 1997年1月1日  | 1997年10月20日 |      |
|          |          | S 1000   | 72.67    | 154 × 72 mm   | カール・ラントシュタイナー               | 顕微鏡をのぞくシュタイナー ウィーン大学病理解剖学研究所の研究室において | 1997年1月1日  | 1997年10月20日 |      |